# Zwartkapsierragors
De zwartkapsierragors (Phrygilus atriceps) is een zangvogel uit de familie Thraupidae (tangaren).

## Verspreiding en leefgebied
Deze soort komt voor in de Andes van zuidwestelijk Peru (Arequipa) tot westelijk Bolivia, noordelijk Chili en noordwestelijk Argentinië.